# 大東神社 (南大東村)

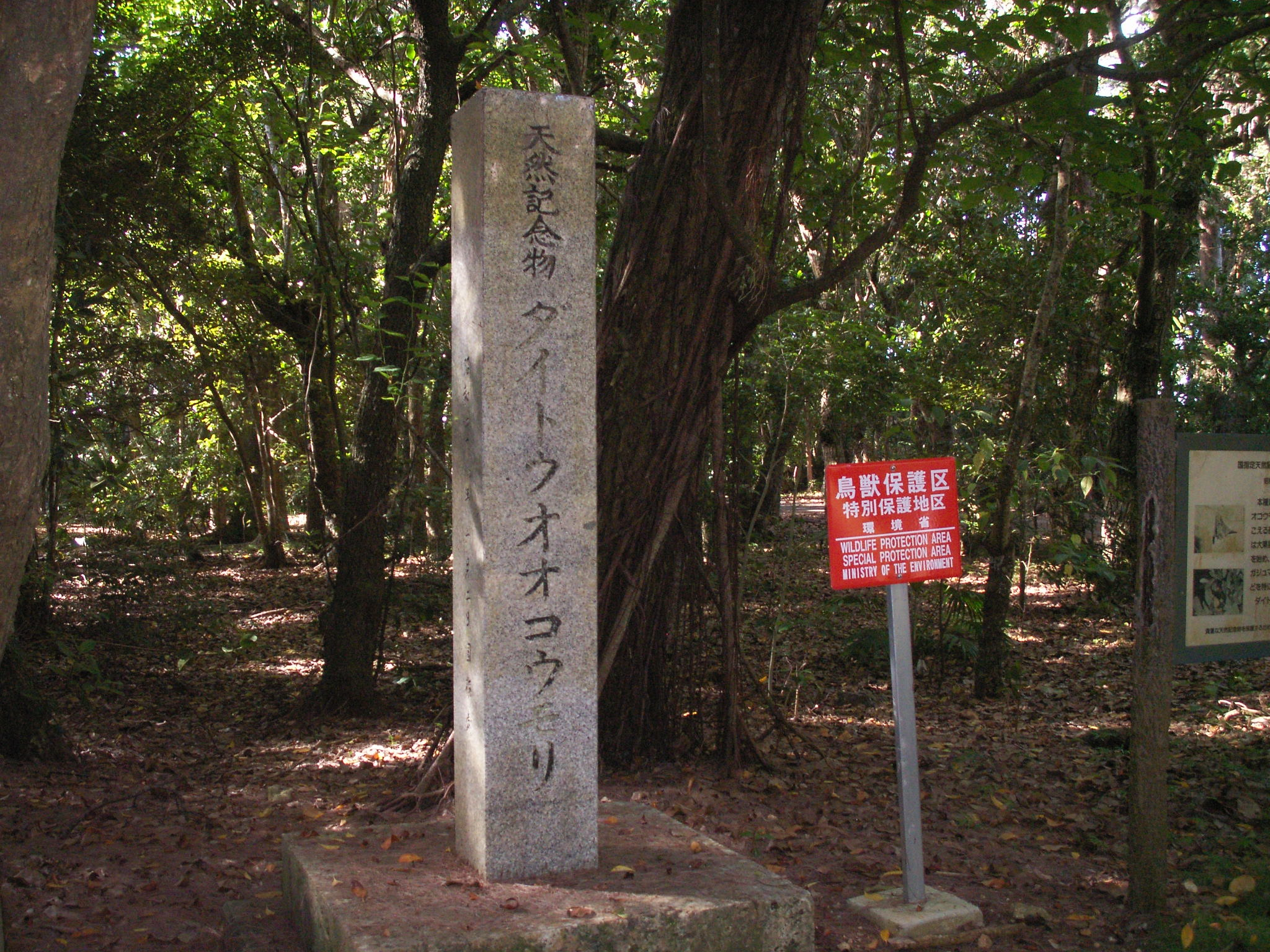
大東神社境内にダイトウオオコウモリが生息していることを記す石碑

大東神社（だいとうじんじゃ）は、沖縄県島尻郡南大東村にある神社である。

## 祭神
天照大神を祀る。（北大東村の大東宮も同様）

## 由緒
明治33年（1900年）、玉置半右衛門率いる大東諸島開拓団が南大東島への入植事業を開始した際、製糖事業を営む玉置商会により創建された。神社のすぐ近くには、開拓団の沖山権蔵が島内で最初に発見した淡水池である権蔵池がある。

## 祭祀
- 例祭 - 9月22日から9月23日にかけて「南大東村豊年祭」（みなみだいとうそんほうねんまつり）が開かれる（本祭は23日）。沖縄県では珍しく島内の各集落や企業がそれぞれ御輿や山車で練り歩き、八丈島や沖縄県の他の地域からの移住者の文化が融合した独特の祭事となっている。本祭りでは、境内にある土俵で沖縄角力と江戸相撲の奉納相撲が行われる。小学生、中学生のちびっこ相撲から島の青年たちで行われる相撲はとても本格的であり見ごたえがある。夜は宵祭りとして島の中心部で屋台や大東大鼓や沖縄民謡ショーなど演芸などがおこなわれる。

## 自然
境内の森は夜間、フクロウ科のダイトウコノハズクや国の天然記念物に指定されているダイトウオオコウモリ等が飛び回るため生態観察に適している。この他、境内には環境省レッドリストに絶滅危惧IA類で掲載されているダイトウシロダモの群生地がある。